# Ключи (Вадинский район)
Ключи — село в Вадинском районе Пензенской области России. Входит в состав Рахмановского сельсовета.

## География
Село находится в северо-западной части региона, в пределах восточной окраины Окско-Донской низменности, в лесостепной зоне, к северу от автодороги 58К-48, на расстоянии примерно 12 километров (по прямой) к юго-западу от села Вадинска, административного центра района. Абсолютная высота — 195 метров над уровнем моря.
Климат
Климат характеризуется как умеренно континентальный. Средняя температура воздуха самого холодного месяца (января) составляет −11,5 °C (абсолютный минимум — −44 °С); самого тёплого месяца (июля) — 19,5 °C (абсолютный максимум — 38 °С). Продолжительность безморозного периода составляет 133 дня. Годовое количество атмосферных осадков — 467 мм. Снежный покров держится в среднем 141 день.

## История
Основано около 1700 года как помещичья деревня. Упоминается в 1710 году как сельцо Знаменское, Ключищи тож, вотчина Александра Саввича Сергеева. В 1782 году числилось: 94 крестьянских двора, храм во имя Знамения Пресвятой Богородицы и два деревянных господских дома.
По состоянию на 1911 год в Ключах, являвшихся центром Ключевской волости Керенского уезда, имелись: два крестьянских общества, 101 двор, церковь, церковноприходская школа, лавка и имение Кулеватова. Население села того периода составляло 765 человек. По данным 1955 года в селе располагалась бригада колхоза «Память Ильича». В 1980-е годы — центральная усадьба совхоза «Ключевский». До 22 декабря 2010 года являлось центром Ключевского сельсовета Вадинского района.

## Население
| 1782 | 1864 | 1877 | 1897 | 1911 | 1926  | 1930  |
| ---- | ---- | ---- | ---- | ---- | ----- | ----- |
| 741  | ↘576 | ↗617 | ↗639 | ↗765 | ↗1010 | ↗1030 |
| 1939 | 1959 | 1979 | 1989 | 1996 | 2002  | 2010  |
| ↘596 | ↘376 | ↘364 | ↗390 | ↗413 | ↘291  | ↘232  |

Половой состав
По данным Всероссийской переписи населения 2010 года в гендерной структуре населения мужчины составляли 47 %, женщины — соответственно 53 %.
Национальный состав
Согласно результатам переписи 2002 года, в национальной структуре населения русские составляли 98 % из 291 чел.

## Известные уроженцы
В 1870 году в семье священника родился Василий Александрович Ягодин, протоиерей, святой Русской православной церкви, причислен к лику святых как священномученик в 2000 году для общецерковного почитания.

## Инфраструктура
Действуют фельдшерский пункт, два магазина и АТС.

## Транспорт
Село доступно автотранспортом.